# Explosion de l'installation de stockage de pétrole de Matanzas
L'explosion de l'installation de stockage de pétrole de Matanzas est une explosion survenue le 5 août 2022 dans une installation de stockage de pétrole à Matanzas, à Cuba. L'explosion a fait au moins 16 morts parmi les pompiers, 132 blessés et plusieurs pompiers portés disparus, a forcé l'évacuation de 4 900 personnes de la ville et a entrainé la fermeture de la centrale thermique locale, faisant craindre une crise énergétique dans le pays.

## Explosion
L'explosion a eu lieu dans la nuit du 5 août lors d'un orage, lorsque la foudre a frappé un réservoir de carburant, provoquant une explosion. La fumée noire de l'incendie qui a suivi s'est propagée jusqu'à 100 kilomètres en direction de la capitale cubaine, La Havane. À la suite de la première explosion, le feu s'est propagé à trois autres réservoirs de carburant de l'installation, détruisant d'importantes quantités de carburant et faisant craindre une pénurie de pétrole à Cuba. Le premier réservoir était rempli à 50 % contenant 25 000 mètres cubes de carburant tandis que le second était plein,. Les blessés ont été hospitalisés avec cinq personnes dans un état critique et 20 personnes étant restées hospitalisées[Quand ?].
Pendant le week-end, les pompiers ont pulvérisé de l'eau sur les réservoirs de carburant restants pour les garder au frais et empêcher la propagation du feu. Les responsables locaux ont averti les habitants de porter des masques faciaux et de rester à l'intérieur pour se protéger de la fumée de dioxyde de soufre soufflée dans la région. La fumée contient également de l'oxyde d'azote, du monoxyde de carbone et de nombreuses autres substances toxiques avec un risque supplémentaire de pluie acide. Cinq jours après le début de l'incendie, les incendies avaient été pour la plupart maîtrisés, les panaches de fumée noirs étant désormais pour la plupart gris,.
L'incendie est déclaré maitrisée le 12 aout 2022. Un total de quatre réservoirs, pouvant contenir jusqu’à 52 millions de litres de pétrole brut ou de mazout, ont brûlé, sur les huit principaux  que comptait le dépôt - celui-ci ayant également 6 autres petits réservoirs.

## Aide internationale
Le Mexique et le Venezuela ont aidé Cuba lors de l'événement en envoyant 100 pompiers, du matériel lourd de lutte contre les incendies et deux bateaux-pompes des deux pays. Le Venezuela a envoyé 85 volontaires et 20 tonnes de mousse et de produits chimiques. La Chine a également envoyé de l'aide pour des opérations de sauvetage et de récupération. Au moins un haut responsable du gouvernement cubain a fait part de sa frustration en raison du manque d'aide des États-Unis à Cuba lors de l'incendie. Les États-Unis avaient offert une assistance technique à Cuba par téléphone, mais au début du mois d'août, aucune aide matérielle n'avait été envoyée à Cuba. Les responsables cubains étaient heureux d'avoir des conseils techniques sur les médias sociaux, mais en même temps, ils ont constamment souligné le peu d'aide qu'ils recevaient de Washington DC. Un porte-parole du département d'État des États-Unis a déclaré plus tard qu'ils avaient eu une discussion générale sur l'événement, mais que le gouvernement cubain n'avait pas officiellement demandé l'aide du gouvernement américain. Un haut responsable cubain a lancé des appels urgents à la communauté internationale pour obtenir de l'aide. À Miami, plusieurs militants ont demandaient plusieurs jours au département d'État américain d'en faire plus pour aider le gouvernement cubain.